# Susan May Pratt
Susan May Pratt (Lansing (Michigan), 8 februari 1974) is een Amerikaanse actrice.

## Biografie
Pratt is een dochter van een vader die professor natuurkunde is aan de Michigan State University in East Lansing. 
Pratt begon in 1998 met acteren in de film No Looking Back. Hierna heeft zij meerdere rollen gespeeld in films en televisieseries, zoals 10 Things I Hate About You (1999), Center Stage (2000) en Open Water 2: Adrift (2006).
Pratt is in 2006 getrouwd met Kenneth Mitchell en ze hebben samen een dochter (2007). In haar vrije tijd speelt zij piano en hobo, en beoefent zij Braziliaans Jiu Jitsu.

## Filmografie

### Films
Uitgezonderd korte films.
- 2019 Act Super Naturally – als Kristi Lerner
- 2015 The Gift – als Rhonda Ryan
- 2011 Act Naturally – als Kristi Lerner
- 2010 Bez tváre – als Anna
- 2007 Throwing Stars – als Rebecca
- 2006 Open Water 2: Adrift – als Amy
- 2003 Undermind – als Olivia / Lucy
- 2003 Hunger Point – als Shelly Hunter
- 2002 Charms for the Easy Life – als Margaret
- 2002 Searching for Paradise – als Gilda Mattei
- 2000 Center Stage – als Maureen
- 1999 Drive Me Crazy – als Alicia DeGasario
- 1999 10 Things I Hate About You – als Mandella
- 1998 The Substitute 2: School's Out – als Anya Thomasson
- 1998 No Looking Back – als Annie

### Televisieseries
Uitgezonderd eenmalige gastrollen.
- 2017 Outcast - als Helen Devere - 3 afl.
- 2015 Masters of Sex - als Joy Edley - 3 afl.

- Bibsys: 8077878
- Bibliothèque nationale de France: cb14217417s (data)
- Gemeinsame Normdatei: 144044137
- International Standard Name Identifier: 0000 0001 1872 6895
- Library of Congress Control Number: no00025110
- Nationale Bibliotheek van Israël: 987007352025705171
- Nederlandse Thesaurus van Auteursnamen: 29855335X
- Virtual International Authority File: 7599568
- WorldCat: E39PBJvtbHFX686FpwB8yxPbBP